# Simona Pricob
Simona Pricob (ur. 13 grudnia 1994) – rumuńska zapaśniczka startująca w stylu wolnym.
Zajęła piąte miejsce na mistrzostwach Europy w 2016. Dziesiąta na igrzyskach europejskich w 2015. Siódma w Pucharze Świata w 2018. Druga na ME juniorów w 2014 i trzecia w 2012 roku.